# Wola Korycka (gmina)
Wola Korycka (także Korycka Wola) – dawna gmina wiejska istniejąca w XIX wieku w guberni siedleckiej. Siedzibą władz gminy była Wola Korycka.
Za Królestwa Polskiego gmina Wola Korycka należała do powiatu garwolińskiego w guberni siedleckiej.
Gmina została zniesiona w 1874 roku, a jej obszar włączono do gmin Trojanów i Sobolew.